# Odczynnik specyficzny
Odczynnik specyficzny – substancja chemiczna reagująca z danym jonem w określonych warunkach. Odczynniki specyficzne mają duże znaczenie w analizie jakościowej ze względu na bezpośrednią możliwość wykrycia jonu bez wcześniejszego rozdzielania mieszaniny niewiadomych jonów.
Znanych jest niewiele substancji działających w ten sposób, przykładem analizy z użyciem takiego odczynnika jest ług. Alkalizacja roztworu zawierającego jony amonowe prowadzi do wydzielenia się amoniaku, który wykrywa się za pomocą zmysłu węchu lub wilgotnego czerwonego papierka lakmusowego, przystawionego do wylotu probówki – wobec amoniaku staje się niebieski.